# 広川町立津木小学校
広川町立津木小学校（ひろがわちょうりつ つぎしょうがっこう）は、和歌山県有田郡広川町上津木にある公立小学校。

## 概要
広川町立津木小学校は、1876年（明治9年）、上津木・下津木小学校を開校、その後合併。
少人数（全校児童36名）でも有利な点を生かし挨拶運動など児童、教員が一体となって活動を行っている。

## 沿革
- 1876年 - 上津木小学校・下津木小学校開校
- 1908年 - 両校合併し津木尋常小学校となる。
- 1914年 - 津木尋常高等小学校となる。
- 1941年 - 津木村立津木国民学校となる。
- 1947年 - 津木村立津木小学校となる。
- 1955年 - 広川町立津木小学校となる。
- 1976年 - 創立100周年記念式典挙行

## 通学区域
- 広川町
  - 前田、猿川、岩淵、滝原、落合、中村、猪谷、寺杣

## 進学先中学校
- 広川町立津木中学校

## 周辺
- 滝原温泉 ほたるの湯
- 広川ダム